# 丸徳海苔
丸徳海苔株式会社（まるとくのり）は広島県の味付け海苔などの加工を行う食品メーカー。1949年に濱野徳三商店として、味付け海苔の製造、販売を始める。2007年に本社・工場を全面構築し、キッチンスタジオや工場見学用設備を併設。

## 主な商品
- 広島かき味のり
- わさび味のり
- 塩のり
- サラダ味のり
- できる子になあれ
- 藻塩のり
- ワルのりスナック

## 沿革
- 1949年2月 広島市仁保町にて濱野徳三商店として、味付け海苔加工業を創業
- 1960年2月 広島市仁保2丁目に本社、工場を新築移転し、名称を丸徳海苔商店に変更
- 1968年5月 丸徳海苔株式会社に改組
- 1978年6月 広島市西区商工センター7丁目へ、社屋を新築移転
- 1988年8月 海苔自動火入れ乾燥ライン完成(特許取得)
- 2007年7月 本社・工場全面改築完了、新社屋での営業開始
- 2008年9月 地域産業資源活用事業計画認定を受ける

## CMキャラクター
過去
- 美川憲一